# وحدة التفتيش المشتركة
وحدة التفتيش المشتركة ( JIU ) هي وحدة تابعة للأمم المتحدة أنشئت بموجب القرار رقم 31/192 المؤرخ 22 كانون الأول / ديسمبر 1976 للجمعية العامة للأمم المتحدة . وهدفها هو تعزيز كفاءة الأداء الإداري والمالي لمنظومة الأمم المتحدة ، ولهذه الغاية ، قد تقوم بإجراء استفسارات وتحقيقات فورية. وحدة التفتيش المشتركة هي هيئة الرقابة الخارجية المستقلة الوحيدة في منظومة الأمم المتحدة المكلفة بإجراء عمليات التقييم والتفتيش والتحقيقات على نطاق المنظومة. ومقرها في جنيف ، سويسرا .

## روابط خارجية
- الموقع الرسمي